# Arboledas de los López primera sección
Arboledas de los López primera sección es una localidad del estado mexicano de Guanajuato. Es parte del municipio de León.

## Demografía
| Censo | Población |
| ----- | --------- |
| 2000  | 109       |
| 2010  | 652       |
| 2020  | 1 016     |